# Uçurtmayı Vurmasınlar
Uçurtmayı Vurmasınlar é um filme de drama turco de 1989 dirigido e escrito por Tunç Başaran. Foi selecionado como representante da Turquia à edição do Oscar 1990, organizada pela Academia de Artes e Ciências Cinematográficas.

## Elenco
- Nur Sürer - İnci
- Ozan Bilen - Barış
- Füsun Demirel - Fatma
- Rozet Hubeş - Zeynep
- Güzin Özipek - Sultanteyze
- Güzin Özyağcılar - Selma
- Yasemin Alkaya - Filiz
- Meral Çetinkaya - Safinaz
- Hale Akınlı - Sümbül